# Siete calles
Siete calles és una pel·lícula de comèdia espanyola del 1981 dirigida per Juan Ortuoste i Javier Rebollo Fernández ambientada al barri bilbaí de Zazpikaleak (Set carrers) i que volia seguir el model iniciat per Ópera prima de Fernando Trueba, però que no va gaudir de la complicitat del públic i no va tenir èxit a taquilla. Fou produïda per Lan Zinema amb subvenció del Govern basc i va participar en la secció de "Nous Realitzadors" Festival Internacional de Cinema de Sant Sebastià 1981.

## Sinopsi
Al barri bilbaí de Set Carrers, durant set dies set personatges fan negocis al voltant d'un ex boxador ficat en assumptes tèrbols que acaba en atracament a una joieria. Esteban i Tomi planegen la vola al món amb Joana, pretesa per tots dos. Tomi i Sam planegen robar la joieria de Don Tomás, pare de Tomi. Alhora, Mikel prepara un documental sobre personatges estrambòtics bascos, com l'actriu fracassada Malen, que assaja en basc davant dels seus maniquins.

## Repartiment
- Patricia Adriani: Joana
- Mikel Albisu
- Manuel Bilbao: Don Tomás
- Mariví Bilbao: Malen
- Julio Maruri: Stuber
- Iñaki Miramón: Mikel
- Antonio Resines: Esteban
- Luciano Rincon: Gandarias
- Enrique San Francisco: Tomi
- Fernando Vivanco: Sam
- Begoña Zuaznabar: Nerea